# 山ヶ野金山
山ヶ野金山（やまがのきんざん）は、鹿児島県霧島市とさつま町の境界付近にあった金および銀の鉱山である。1640年に発見され一時期は佐渡金山をしのぐ日本最大の産金量を誇ったが1965年に閉山した。永野金山あるいは長野金山とも呼ばれる。永野金山と称したのは、金山発見地が永野村であったことにちなむものであったが、藩内では金山奉行所が長く置かれた山ヶ野に基づき山ヶ野金山を通称とした。
寛永19年（1642年）12月に幕府より採掘中止の命令が下り永野金山は一時閉鎖されたが、明暦2年（1656年）に再稼業の免許が下り採掘が再開されると、金山奉行所が山ヶ野に移り、山ヶ野金山と称するようになった。

## 概要
霧島市横川町上ノ山ヶ野とさつま町永野をまたぐ大金山で、坑道入口は国見岳（649ｍ）の斜面を挟んで東側の山ヶ野と西側の永野の両側にあるため、東側を山ヶ野金山、西側を永野金山とも称していた。ただこの東西の金山は、距離にして約２キロ程しか離れておらず、実際に永野金山の六番坑道（胡麻目抗）は、山ヶ野金山側からの坑道と中で繋がっている。その他にも永野金山の七番坑道（三番滝坑）や九番坑道は、永野側から山ヶ野側の地下まで達しており、八番坑道や十番坑道、十一番坑道等も地下で永野側と山ヶ野側の両方向に延びている。しかもこれらの坑道は竪坑や斜坑によって六番坑道（胡麻目抗）と繋がっているので、山ヶ野金山と永野金山は同一視される。
金山の名称としては一般的には山ヶ野金山と呼ばれるが、現在でもさつま町永野側を永野金山、霧島市横川町上ノ山ヶ野側を山ヶ野金山とする呼び方をすることも多い。
総産金量は2001年の時点で日本国内第7位の28.4トンである。

## 歴史

### 金山開発までの経緯
山ヶ野付近の山中に鎌倉時代のものと推定される坑道跡があり、古くから採鉱されていたと考えられているが当時の記録は残されていない。江戸時代初期、宮之城郷佐志村（現在のさつま町佐志）の川で金鉱石が発見されたことから当時の薩摩藩藩主島津光久が金鉱脈の探索を指示した。光久の家臣であり宮之城領主であった島津久通は、石見銀山に務めた経歴のある内山与右衛門を呼び寄せて探索にあたらせ、2-3年後に金鉱脈が発見された。
記録によれば発見の経緯は以下の通りとされる。久通は紫尾神社で得た神託を頼りに自ら探索を開始し、薩摩国伊佐郡長野郷長野村（現在のさつま町永野）の宍焼口と呼ばれる地区の河原で金鉱石を発見し、さらに上流へと進み山中で野宿した。この時に久通が「赤牛が寝たような形の岩が金である」という夢のお告げを得て翌朝の1640年5月12日（寛永17年3月22日）、夢と同じような形の岩を発見し金鉱脈にたどり着いたという。この経緯にちなみ野宿した場所は夢想谷と名付けられた。しかしながら当時の状況から実際の金鉱脈発見者は与右衛門であり、久通に手柄を譲ったという見方もある。
1641年（寛永18年）、薩摩藩は長野村の金鉱脈発見を江戸幕府に報告するとともに、金山を幕府に差し出すことを提案した。但し、この提案は形式的なものであり事実上は単なる採掘許可の申請であった。翌1642年（寛永19年1月）、幕府は採掘を許可し薩摩藩に経営を任せると回答している。後になって金鉱脈の位置は実際には長野村ではなく大隅国横川郷上之村山ヶ野（現在の霧島市横川町山ヶ野）であることがわかったため山ヶ野金山と呼ばれるようになった。但し、このことが明らかになったのは幕府に長野村と報告した後であり、薩摩藩は幕府に疑念を抱かせることを恐れて公式には長野金山の呼称を使用している。

### 初期の金山
金鉱脈付近には肉眼で金鉱石とわかる岩が地表に散乱している有様であったため初期の採掘は露天掘りであった。金山の周辺は柵で囲われ、東西に番所が設けられ出入りする人々は検分を受けなければならなかった。またたく間に2万人余りの作業者が集まり150ヶ所の採掘地と15ヶ所の選鉱所がつくられ金の産出が始められた。しかしながら採掘開始から1年を待たずに幕府は採掘の中止を命じた。理由は寛永の大飢饉への配慮とされたが、実際には産金量の多さに驚いた幕府が薩摩藩の強大化を警戒したためという見方もある。採掘中止の命令は1656年（明暦2年）まで続いたが、この間も秘密裏に採掘を継続していたことを示す記録が残されている。
正式に採掘が再開されると金山は再び活気を取り戻した。金山周辺には約1万2千の人々が集まり、作業者の住居や商店が建ち並ぶ町がいくつも形成された。田町と呼ばれる遊廓もつくられ「西国三大遊郭」の一つに数えられるほどであったという。やがて表層部の金鉱石が採り尽くされると、地面を深く掘削する方法に切り替わっていった。金鉱脈に沿って掘削された長い溝の跡が今でも残されている。続いて坑道を地中に伸ばす方法へと移行し次第に採掘が困難になっていったが、それでも宝暦から文政年間（1751年 - 1829年）においては佐渡金山を上回る産金量を誇っていた。金山は薩摩藩にとって重要な資金源の一つとなり、借金の返済や幕府役人への心付け、天降川下流部の流路変更、新田開発工事などに利用された。

### 近代化
1867年（慶応3年）、薩摩藩はフランス人技師のコワニエを招き、彼の助言に従って金鉱山の近代化が始められた。それまでの椀がけ法に代わって水銀を用いるアマルガム法が導入され金の回収率向上がはかられた。また、水力や蒸気機関も導入された。1877年（明治10年）にはフランス人技師のポール・オジェが招かれ竪坑の掘削や輸送用道路の整備などが進められた。1904年（明治37年）から1912年（明治45年）にかけて鉱山館長を務めた五代龍作は、シアン化カリウムを用いる青化法を導入し金の回収率向上を図り、設備の電化を行うことで採掘・精錬能力を向上させた。1907年には電力供給のため下流の天降川に水天淵発電所が建設されている。また、精錬所を山ヶ野から永野（旧長野）へ移転させ輸送の効率化も行われた。永野精錬所と名付けられた新しい精錬所は最盛期において1000名以上の従業員を抱える鹿児島県内有数の大企業であった。

### 閉山
1943年（昭和18年）、太平洋戦争の激化に伴って、金鉱山整備令により不要不急産業の指定を受けて休山することになった。戦後、1950年（昭和25年）に再開されたが新たな鉱脈は見つからず1953年（昭和28年）に再び休山状態となった。1957年（昭和32年）7月から島津興業が試掘したものの再開には至らず1965年（昭和40年）に閉山となった。

## 地質
山ヶ野金山は北薩火山群のひとつである国見岳の南西麓に位置する。四万十層群と呼ばれる地層を基盤とし、主として安山岩からなる火山噴出物や永野層と呼ばれる湖底堆積物の地層が積み重なっている。鉱脈は主として中新世に噴出した大良火山岩と呼ばれる安山岩の中に膜状あるいは線状の形で含まれている。鉱脈は東西方向に多数走っており、最大のものは長さ1800メートルに及ぶ。岩石の割れ目を高温の地下水が通過する際に溶解しているシリカや金属を析出させ、長い時間をかけて鉱脈が形成された熱水鉱床である。